# شارل دوفريسن
شارل دوفريسن (بالفرنسية: Charles Dufresne)‏ هو رسام ومصمم فرنسي، ولد في 23 نوفمبر 1876 في Millemont ‏ في فرنسا، وتوفي في 8 أغسطس 1938 في لا سين سور مير في فرنسا.